# Мангассет-Гіллс (Нью-Йорк)
Мангассет-Гіллс (англ. Manhasset Hills) — переписна місцевість (CDP) в США, в окрузі Нассау штату Нью-Йорк. Населення — 3649 осіб (2020).

## Географія
Мангассет-Гіллс розташований за координатами 40°45′33″ пн. ш. 73°40′51″ зх. д. / 40.75917° пн. ш. 73.68083° зх. д. (40.759137, -73.680870).  За даними Бюро перепису населення США в 2010 році переписна місцевість мала площу 1,53 км², уся площа — суходіл.

## Демографія
Згідно з переписом 2010 року, у переписній місцевості мешкали 3592 особи в 1184 домогосподарствах у складі 995 родин. Густота населення становила 2346 осіб/км².  Було 1241 помешкання (810/км²).
Расовий склад населення:
| - 55,8 % — білих - 39,5 % — азіатів - 0,7 % — чорних або афроамериканців - 0,1 % — корінних американців - 1,6 % — осіб інших рас |

До двох чи більше рас належало 2,3 %. Частка іспаномовних становила 5,8 % від усіх жителів.
За віковим діапазоном населення розподілялося таким чином: 22,9 % — особи молодші 18 років, 55,8 % — особи у віці 18—64 років, 21,3 % — особи у віці 65 років та старші. Медіана віку мешканця становила 46,6 року. На 100 осіб жіночої статі у переписній місцевості припадало 91,4 чоловіків;  на 100 жінок у віці від 18 років та старших — 87,2 чоловіків також старших 18 років.
Середній дохід на одне домашнє господарство  становив 154 247 доларів США (медіана — 121 759), а середній дохід на одну сім'ю — 174 001 долар (медіана — 133 715). Медіана доходів становила 92 170 доларів для чоловіків та 62 991 долар для жінок. За межею бідності перебувало 0,9 % осіб, у тому числі 0,0 % дітей у віці до 18 років та 2,2 % осіб у віці 65 років та старших.
Цивільне працевлаштоване населення становило 1814 осіб. Основні галузі зайнятості: освіта, охорона здоров'я та соціальна допомога — 36,5 %, фінанси, страхування та нерухомість — 15,0 %, науковці, спеціалісти, менеджери — 9,2 %, роздрібна торгівля — 9,1 %.